# Marco Bergamo (ciclista)
Marco Bergamo (Cles, 12 aprile 1964) è un ex ciclista su strada italiano, professionista dal 1986 al 1990. In carriera non ottenne alcuna vittoria, ma solo qualche piazzamento, come il terzo posto alla Tre Valli Varesine 1987.

## Palmarès
- 1985 (dilettanti)

2ª tappa Giro Ciclistico d'Italia (Gabicce Mare > Vallombrosa)

## Piazzamenti

### Grandi Giri
- Giro d'Italia

1989: 96º
- Tour de France

1988: 109º
- Vuelta a España

1988: 77º

### Classiche monumento
- Parigi-Roubaix

1989: 42º
- Liegi-Bastogne-Liegi

1989: 81º
- Giro di Lombardia

1990: 75º